# South Hiendley
South Hiendley – wieś w Anglii, w hrabstwie ceremonialnym West Yorkshire, w dystrykcie metropolitalnym Wakefield. Leży 24 km na południowy wschód od miasta Leeds i 249 km na północ od Londynu.